# おかどめ幸福駅
おかどめ幸福駅（おかどめこうふくえき）は、熊本県球磨郡あさぎり町免田西にある、くま川鉄道湯前線の駅である。駅番号は7。
日本の現存する駅で唯一「幸福」が駅名として使用されており、当駅近くにある岡留熊野座神社が幸福神社と呼ばれることが由来となっている。

## 歴史
- 1989年（平成元年）10月1日：九州旅客鉄道（JR九州）湯前線のくま川鉄道への転換に併せて開業[5][6]。

## 駅構造

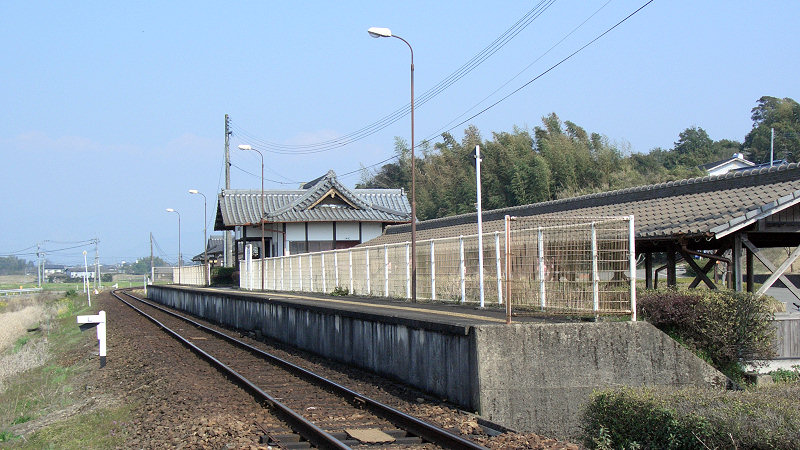
ホーム

単式1面1線で4両が停車出来る短いホームを持つ地上駅で、瓦葺き屋根の木造駅舎を持つ。なお、当駅は無人駅のため、記念入場券は隣駅のあさぎり駅や近隣の土産屋で発売されている。
駅舎隣には町の運営する売店があり幸福グッズの販売のほか、レンタサイクルもある。また、駅前にある郵便ポストは、映画『幸福の黄色いハンカチ』にあやかり赤色から黄色に塗り替えられている。

## 利用状況
| 1日乗降人員推移 | 1日乗降人員推移 |
| 年度            | 1日平均人数     |
| --------------- | --------------- |
| 2011年          | 156             |
| 2012年          | 180             |
| 2013年          | 161             |
| 2014年          | 142             |
| 2015年          | 164             |
| 2016年          | 164             |
| 2017年          | 183             |
| 2018年          | 158             |

## 駅周辺

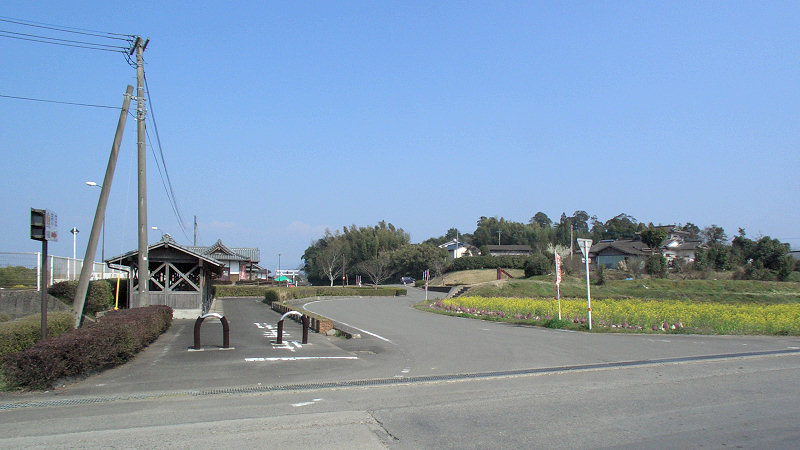
駅前

周辺は田園地帯で、線路と国道219号に挟まれた地域に集落が点在している。近くにバス停はないが、約800mの国道219号上には産交バスの黒田バス停がある。
- 岡留公園 - 隣接している。岡留熊野座神社のある丘を整備。
- 岡留熊野座神社（幸福神社） - 当駅名の由来。
- 国道219号

## 隣の駅
くま川鉄道
■湯前線
木上駅（6） - おかどめ幸福駅（7） - あさぎり駅（8）